# Памятник Адаму Мицкевичу (Варшава)
Памятник Адаму Мицкевичу — монумент установленный в честь великого польского поэта, политического публициста, деятеля национально-освободительного движения в г. Варшава (Польша).
Авторы — скульптор Циприан Годебский и архитекторы Ю. Дзеконьский и В. Маркони.
Высота статуи — 4,2 м.
Открытие состоялось 24 декабря 1898 года на Краковском предместье польской столицы, в 100-летнюю годовщину со дня рождения поэта. Инициатором сооружения памятника был Генрик Сенкевич. Благодаря пожертвованиям к июлю 1897 года на его возведение было собрано 235 734 рублей. Царские власти дали согласие на его постройку.
Постамент выполнен из итальянского гранита. Фигура Мицкевича, отлитая из бронзы в мастерской Липпи в Италии в г. Пистоя, представляет Адама Мицкевича одетого в сюртук — в свободной позе, со слегка поднятой головой, опущенная левая рука поддерживает перекинутый через плечо плащ, правая рука — положена на сердце.
В верхней части пьедестала размещен картуш с датами рождения и смерти поэта, в нижней части — аллегорические украшения в форме головы Аполлона с исходящими тонкими лучами. Над головой древнегреческого бога — пальмовые ветки, лира и свертки бумаги, ниже помещена таблица с надписью «Adamowi Mickiewiczowi — Rodacy 1898» (Адаму Мицкевичу — земляки 1898)
В 1942 году памятник был демонтирован немецкими оккупантами и вывезен в Рейх. После окончания войны представители польской военной миссии разыскали части памятника — голову и фрагмент торса в Гамбурге.
Копия фигуры была отлита скульптором Яном Щепковским, тогда же был восстановлен постамент и частично ограда. Металлическое ограждение памятника было возвращено в Польшу только в 1980-х годах.
Открытие восстановленного варшавского памятника А. Мицкевичу состоялось 28 января 1950 года.